# Miomantis milmilena
Miomantis milmilena är en bönsyrseart som beskrevs av Giglio-tos 1917. Miomantis milmilena ingår i släktet Miomantis och familjen Mantidae. Inga underarter finns listade i Catalogue of Life.